# Xã Buffalo, Quận Perry, Pennsylvania
Xã Buffalo (tiếng Anh: Buffalo Township) là một xã thuộc quận Perry, tiểu bang Pennsylvania, Hoa Kỳ. Năm 2010, dân số của xã này là 1.219 người.